# Brandstatthof

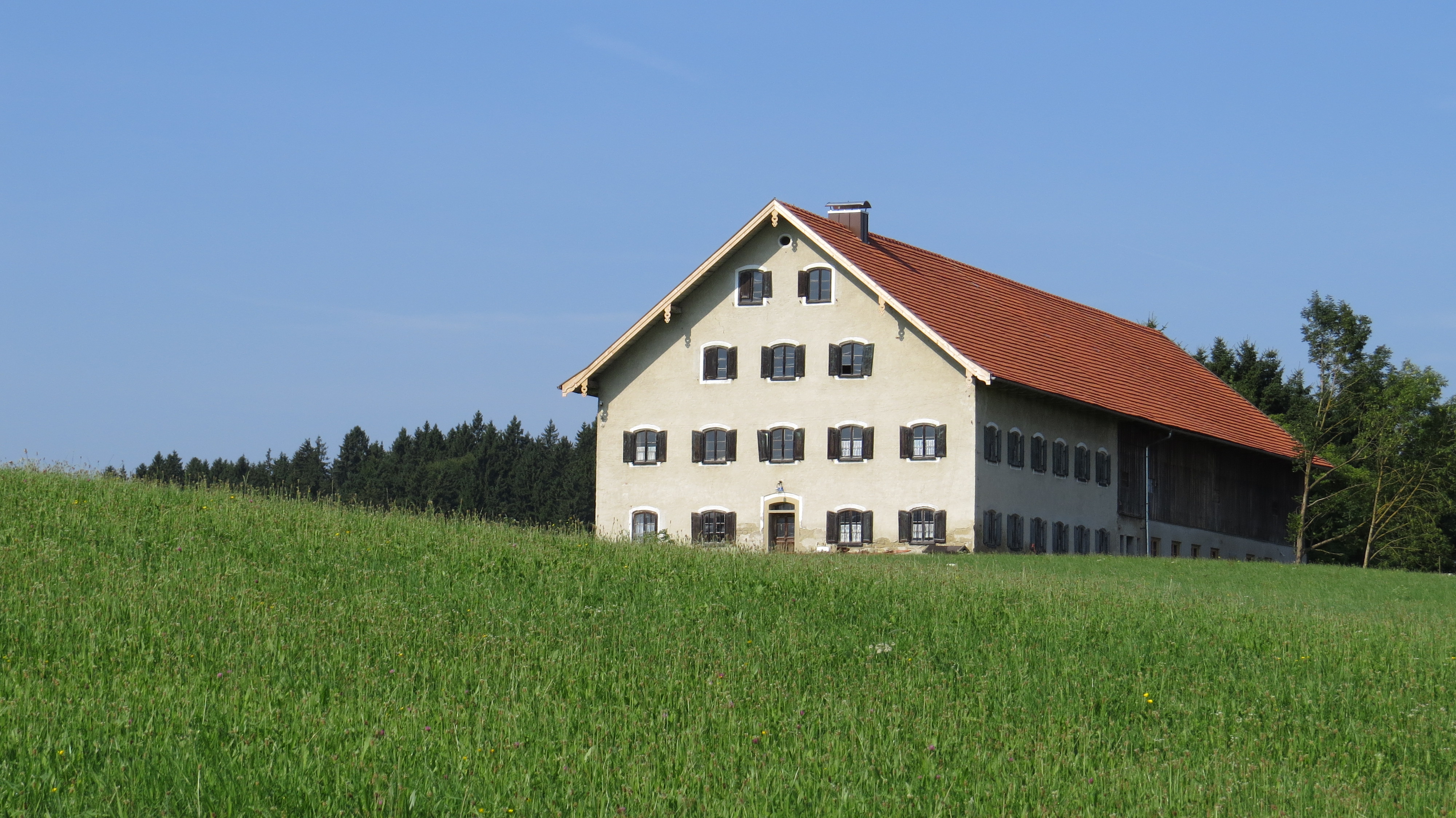
Brandstatt 1, Steingaden

Der Brandstatthof, auch bekannt als „beim Brandstatter“, ist ein historisch bedeutendes Bauernhaus in der Gemeinde Steingaden, Landkreis Weilheim-Schongau, Bayern. Erbaut im 12. Jahrhundert, spielt der Hof eine wichtige Rolle in der regionalen Kultur und Geschichte. Der Hof und der Getreidekasten stehen unter der Nummer D-1-90-154-29 mit der Kurzbeschreibung Stattlicher Einfirsthof mit mittelsteilem Satteldach, um 1870 in der Bayerischen Denkmalliste.
Der Hof ist als zweigeschossiger Einfirsthof angelegt.

## Geschichte

### Frühe Geschichte
Die erste urkundliche Erwähnung des Brandstatthofs findet sich in einem Urbar (Güterbeschreibung) des ehemaligen Klosters Steingaden aus dem Jahr 1594, was ihn als eines der ältesten Anwesen in Brandstatt auszeichnet.

### Architektonische Entwicklung
Um 1870 wurde das heutige Bauernhaus mit einem mittelsteilen Satteldach erbaut, ergänzt durch einen zweigeschossigen Getreidekasten, dessen Erdgeschoss auf das Jahr 1538 datiert wird und somit zu den ältesten Speicherbauten im Landkreis zählt. Das Bauwerk ist charakteristisch mit regelmäßig verteilten stichbogigen Fenstern und einem giebelseitigen Eingang.

### Besitzerfolge und Ereignisse
Der Brandstatthof hat im Laufe der Jahrhunderte viele Besitzerwechsel erlebt, beginnend mit der Familie Ötschmann im frühen 17. Jahrhundert bis hin zu den Familien Spindler und Schweiger in späteren Jahrhunderten.
Ein bemerkenswertes Ereignis in der Geschichte des Hofes war die mehrfache Plünderung während des Dreißigjährigen Krieges, bei der fast das gesamte Vieh geraubt und großer Schaden verursacht wurde. Trotz dieser Rückschläge konnte der Hof über Generationen hinweg erhalten und weitergeführt werden.

## Heutige Bedeutung
Heute steht der Brandstatthof als Zeugnis der bayerischen Landwirtschafts- und Baukultur. Er ist nicht nur ein wertvolles Denkmal der regionalen Geschichte, sondern auch ein Beispiel für die Beständigkeit und Anpassungsfähigkeit ländlicher Gemeinschaften im Laufe der Jahrhunderte.

### Chronologie der Besitzer
1594: Erste urkundliche Erwähnung des Anwesens im Urbar des Klosters Steingaden. Zu dieser Zeit ist das Anwesen bereits als bedeutendes Gut etabliert.
1631–1673: Jacob Ötschmann, erster bekannter Besitzer, übernimmt den Hof. Er erlebt die schweren Zeiten des Dreißigjährigen Krieges, während dessen der Hof mehrfach geplündert wird.
1673–1718: Peter Ötschmann führt den Hof nach dem Tod seines Vaters Jacob weiter.
1718–1729: Georg Ötschmann übernimmt den Hof von Peter.
1729–1754: Norbert Spindler wird nach dem Tod von Georg Ötschmann neuer Besitzer.
1754–1866: Die Familie Spindler bleibt über mehrere Generationen hinweg Besitzer des Hofes, wobei der Hof durch Heirat, Erbschaft und Übertragung innerhalb der Familie weitergegeben wird.
1866: Bernhard Schweiger übernimmt den Hof durch Heirat mit Barbara Oswald von Urspring, was den Beginn der langjährigen Ära der Familie Schweiger markiert.
1898: Michael Schweiger und seine Braut Maria Anna Oswald werden die neuen Besitzer des Hofes.
1901: Nach internen Erbauseinandersetzungen wird Michael Schweiger alleiniger Besitzer, und durch Ehe wird Agathe Streidl von See Mitbesitzerin.
1926–1945: Nach dem Tod von Michael Schweiger fällt der Hof an Agathe Schweiger und ihre Kinder. Später wird Agathe Alleinbesitzerin.
1945–1949: Thomas Schweiger, ein Sohn von Agathe, übernimmt den Hof. Durch Heirat wird Amalie Abholzer Mitbesitzerin.
Seit 2018: Martin und Gertraud Schwinghammer, Landwirte aus Ohlstadt.
2019 Kernsanierung und Renovierung des Brandstatthofes und Ausbau von Fremdenzimmer und Wirtshaus.
Seit Oktober 2023 Angepachtet von Constance Russer, (Gastronomin und Unternehmerin) wird der Brandstatthof als bayerisches Wirtshaus mit 5 Doppelzimmern und Sonnenterrasse bewirtschaftet.

### Markante Ereignisse und Entwicklungen
- Dreißigjähriger Krieg: Der Hof erleidet erhebliche Verluste durch Raub und Plünderung.
- 1875: Ersetzung des bisherigen Wohn- und Ökonomiegebäudes durch einen Neubau.
- 1908: Größere Veränderungen an den Grundstücken und am Haus aufgrund der Neutrassierung und des Neubaus der heutigen Bundesstraße 17.
- 1926: Schweiger Michael vertauscht Bergrechte gegen Grundstücke, was zu Veränderungen in der Landnutzung führt.

## Nachweise
1. ↑  Website Wirtshaus Brandstatthof
2. ↑  Denkmalliste Gemeinde Steingaden, Landkreis Weilheim-Schongau, Bayern (PDF; 0,2 MB)

Koordinaten: 47° 40′ 33,5″ N, 10° 51′ 13,8″ O